# Acueducto de Valente
El acueducto de Valente (en turco: Bozdoğan Kemeri) es un antiguo acueducto romano situado en la parte europea de Estambul; su construcción finalizó bajo el reinado del emperador romano Valente en el año 368, aunque las obras probablemente comenzaron bajo Constantino I el Grande o Constancio II.

## Historia

### Período romano

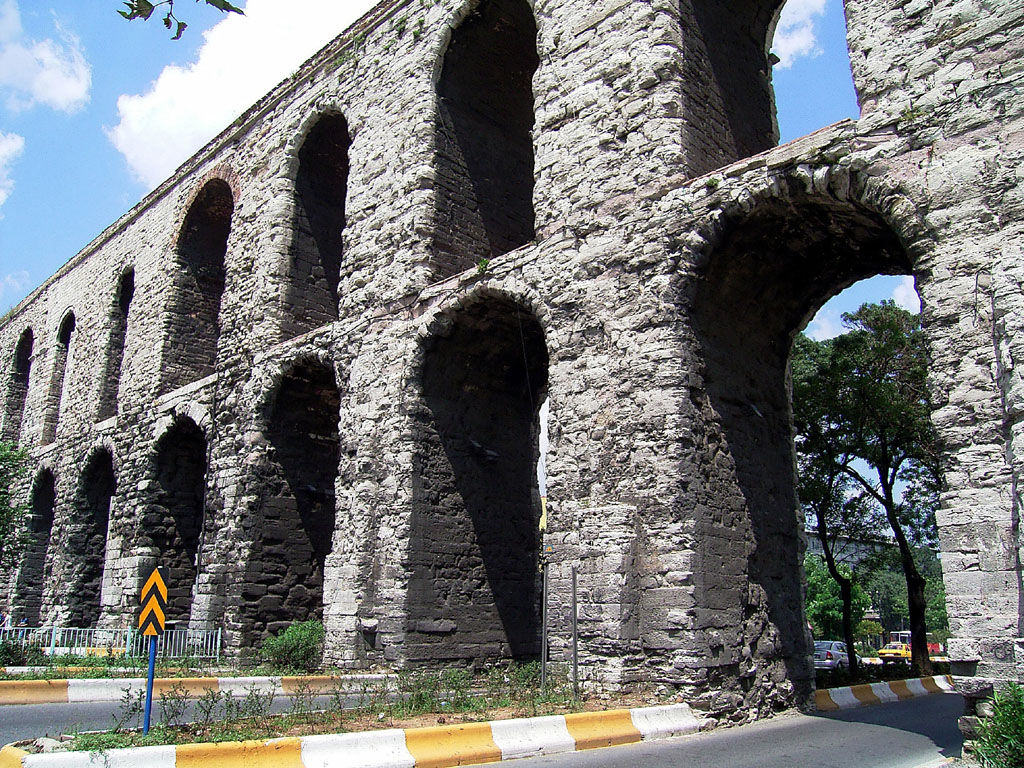
Imagen del acueducto.

Construido entre la tercera y cuarta colina de la ciudad antigua, se utilizaba para traer agua a la fuente monumental (ninfeum) desde el bosque de Belgrado.Fue promovido por el emperador Valente, que finalizó las obras durante su reinado, aunque próximamente se reforzaría la seguridad del acueducto, esto se debe a la batalla de Adrianópolis en el 378, donde el godo Fritigerno y su ejército le quitaron la vida al emperador romano.

### Período bizantino medio
El emperador Anastasio creó un muro con la inspiración del muro de Adriano, el objetivo era defender Tracia de los ataques bárbaros, algo que pudo conseguir con el tiempo gracias a sus esfuerzos. Aun así, el acueducto se convertiría en los próximos años en un lugar abandonado, dejándolo a merced de los constantes ataques de los pueblos bárbaros, por ejemplo, en el año 626 los ávaros asediaron Constantinopla, dejando inhabilitado el acueducto con la intención de presionar a los defensores.
En el año 758 el acueducto fue restaurado por orden de Constantino V, los Balcanes fueron invadidos por ávaros y eslavos, mientras que los árabes conquistaron todas los las provincias de Asia fuera de Anatolia. La falta de agua probablemente contribuyó a la disminución de la población en Constantinopla en esta época y, a medida que la población se recuperó, volvió la necesidad del acueducto.
Durante la Cuarta Cruzada y la posterior ocupación latina de Constantinopla, el sistema de acueductos colapsó, la capital bizantina colapsó, gran parte de sus edificios se redujeron a solo escombros. La población de la ciudad se desplomó durante ese tiempo y seguramente la falta de agua contribuyó a que los cientos de miles de personas de la Constantinopla del siglo XII no pudieran sobrevivir sólo con cisternas. Después de 1261, la ciudad ni siquiera estuvo cerca de recuperar su población o prosperidad, y los romanos no tenían recursos para acueductos.

### Período otomano
La toma de Constantinopla por Mehmet el Conquistador aumentó las necesidades de agua de la ciudad y los otomanos extendieron el sistema de distribución hasta el palacio de Topkapi. En el periodo de Solimán, el arquitecto Mimar Sinan construyó dos nuevas conducciones de agua que confluían en el acueducto desde el Bosque de Belgrado, situado al norte de Estambul.